# Aeroport de Palma - Son Santjoan
L'Aeroport de Palma-Son Santjoan (codi IATA: PMI; codi OACI: LEPA), oficialment Aeroport de Palma de Mallorca - Son Sant Joan, és un aeroport internacional situat a 8 km del centre de la ciutat de Palma. La seva ubicació estratègica entre la zona turística de la Badia de Palma i la ciutat, a l'emplaçament d'una base aèria encara existent, l'ha convertit en el principal aeroport de Mallorca. Va ser inaugurat els anys 60, època del boom turístic a les Illes Balears, per substituir l'antic Aeroport de Son Bonet.
Està ben comunicat amb la ciutat a través de l'autopista de Llevant i de dues línies d'autobusos interurbans. Recentment, s'ha proposat la construcció d'un tramvia per unir-lo amb l'Arenal i Palma.
És el tercer aeroport en importància d'Espanya per volum de passatgers, només superat per l'Aeroport Internacional de Barajas a Madrid i l'Aeroport Internacional de Barcelona d'El Prat. Rep una gran quantitat de vols xàrter procedents d'Europa (especialment d'Alemanya i el Regne Unit).
Ha tengut successives ampliacions. La més important el 1997, a càrrec de l'arquitecte mallorquí Pere Nicolau.

## Característiques tècniques
Disposa d'una única terminal de passatgers comunicada amb quatre mòduls aïllables, així com de dues pistes paral·leles de 3.000 i 3.270 metres de longitud, respectivament, practicables en condicions de visibilitat nul·la, el que permet mantenir fins a 90 operacions per hora. Queda pendent la construcció d'un nou hangar de manteniment i de la tercera pista, paralitzada a causa del Pla territorial de Mallorca.

## Aerolínies i destinacions

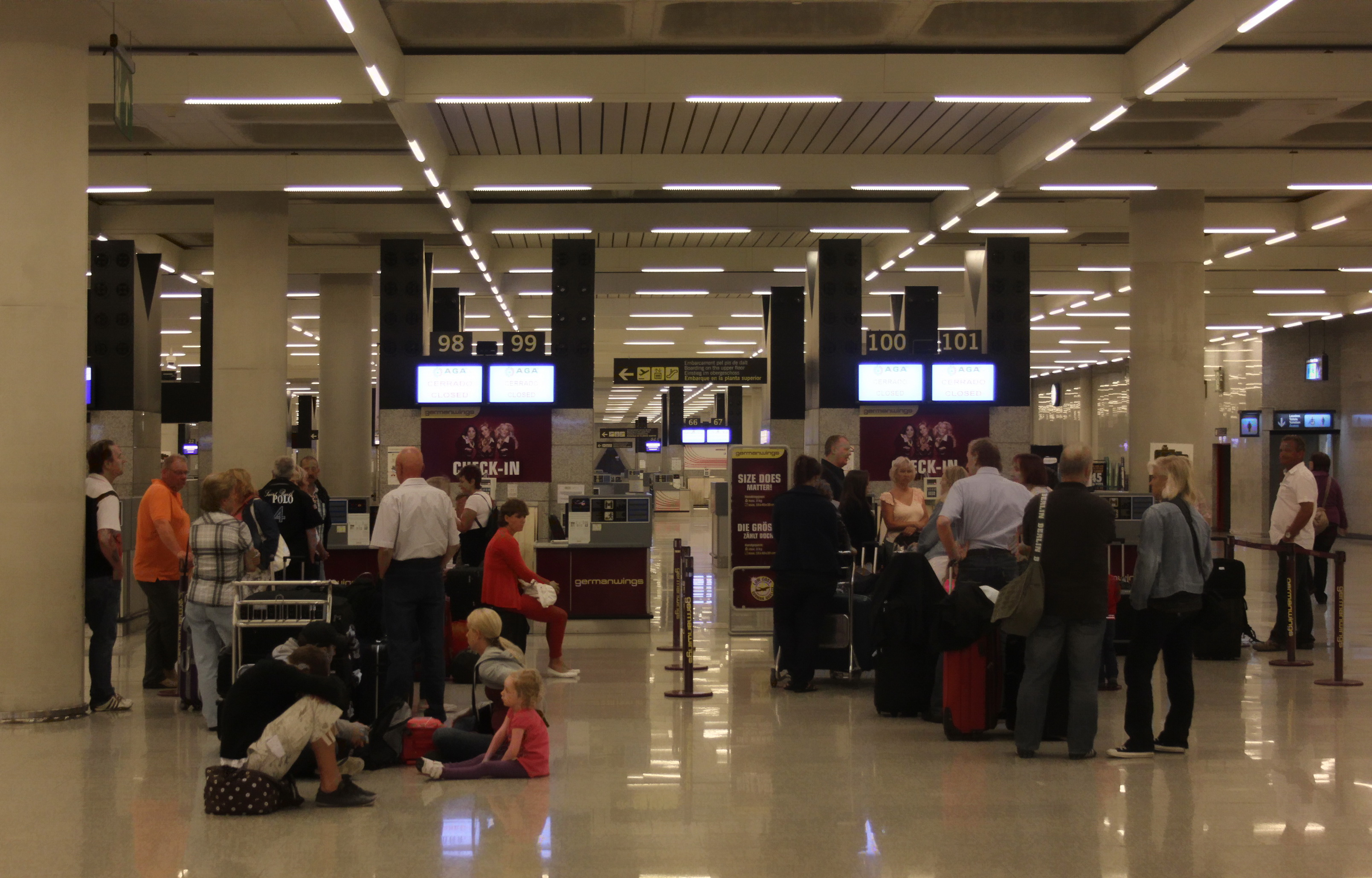
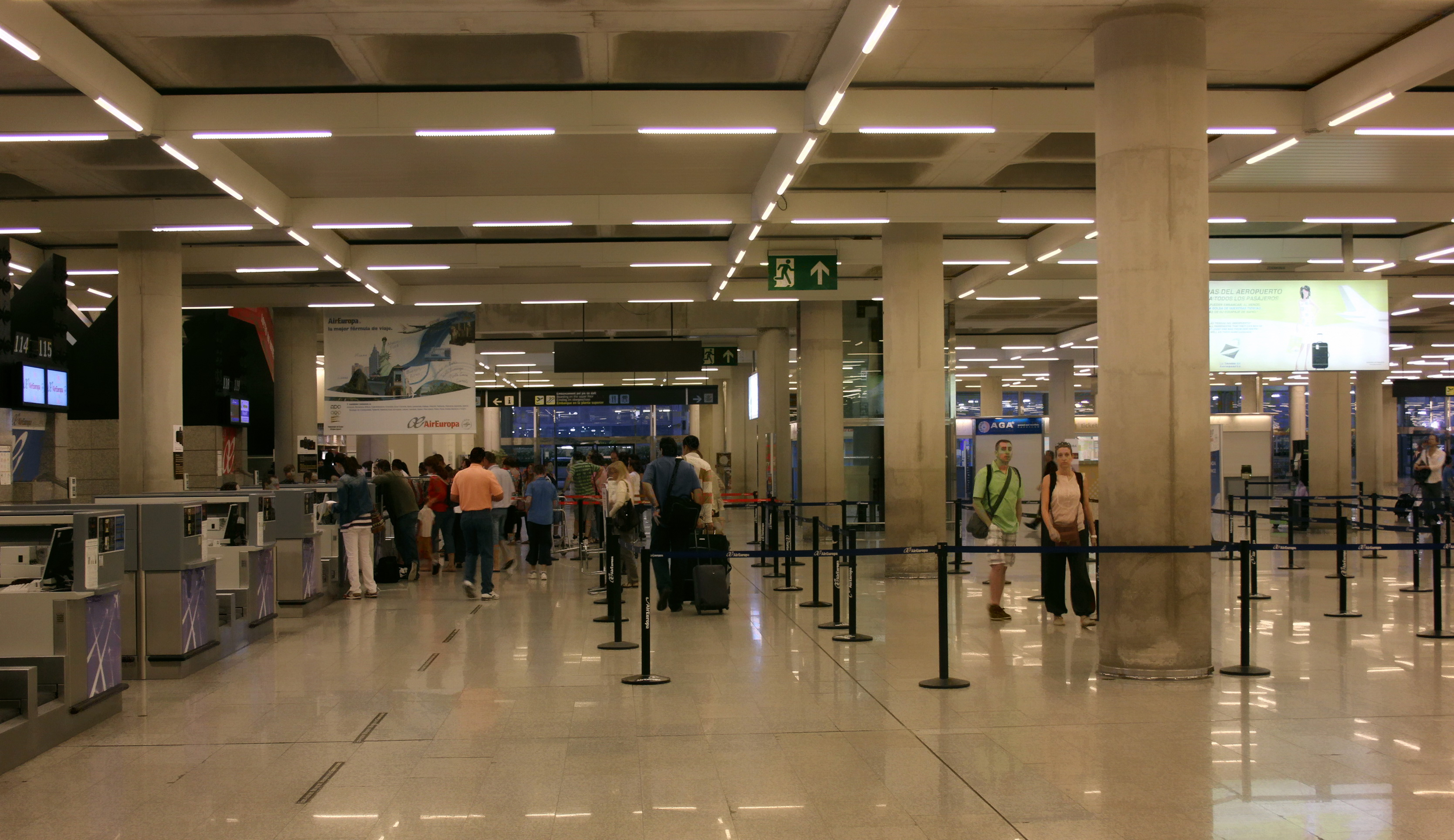
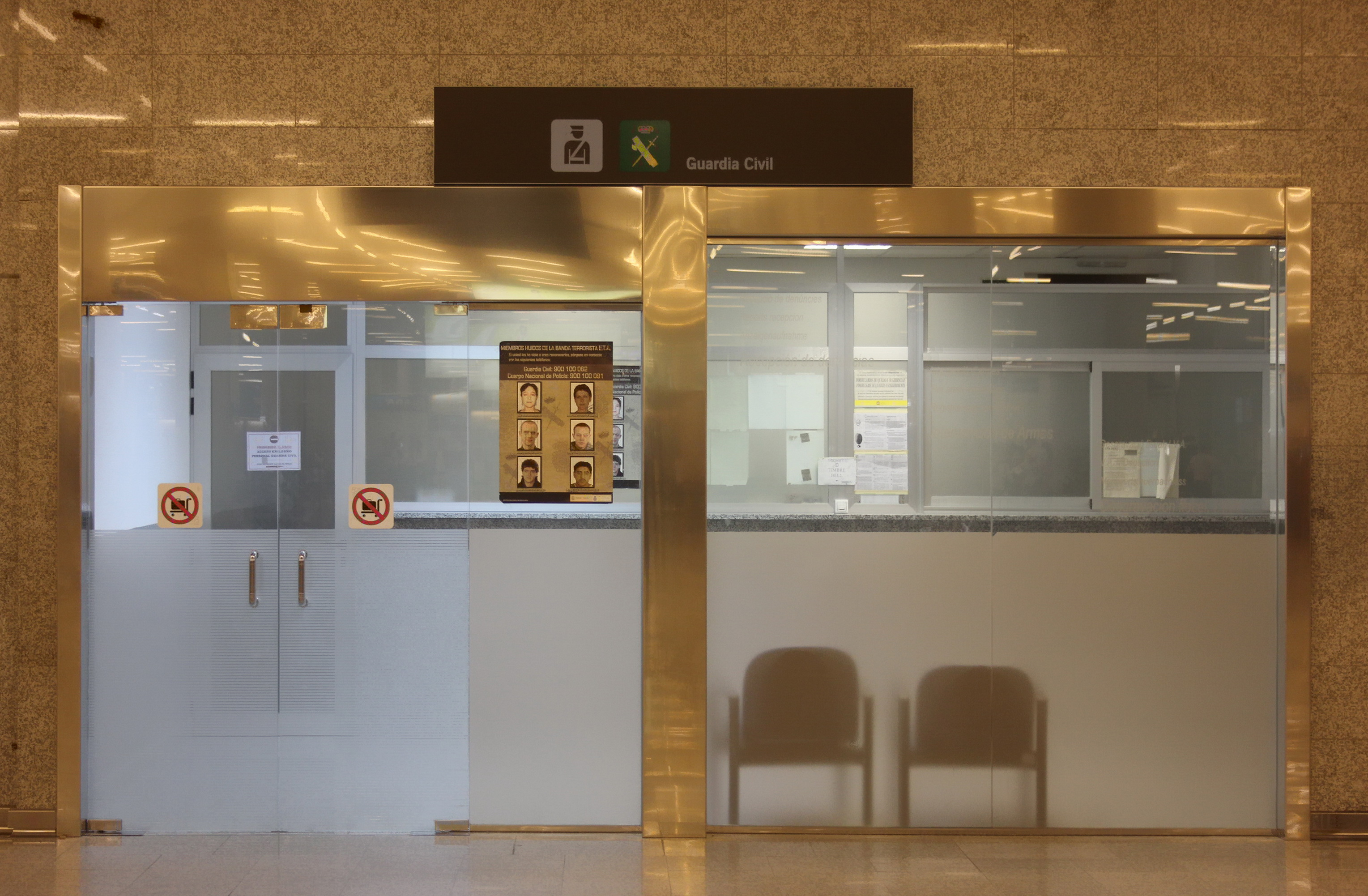
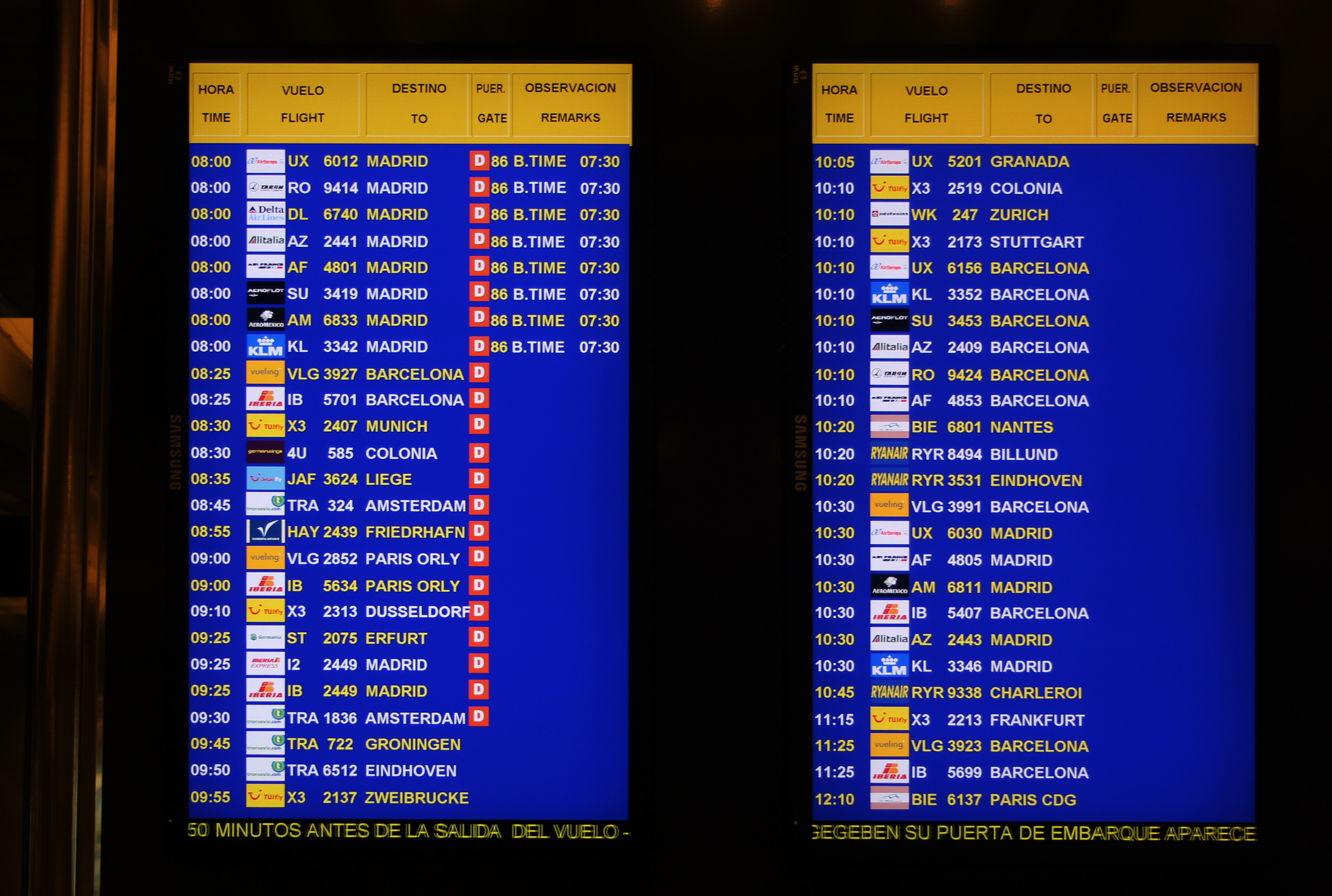
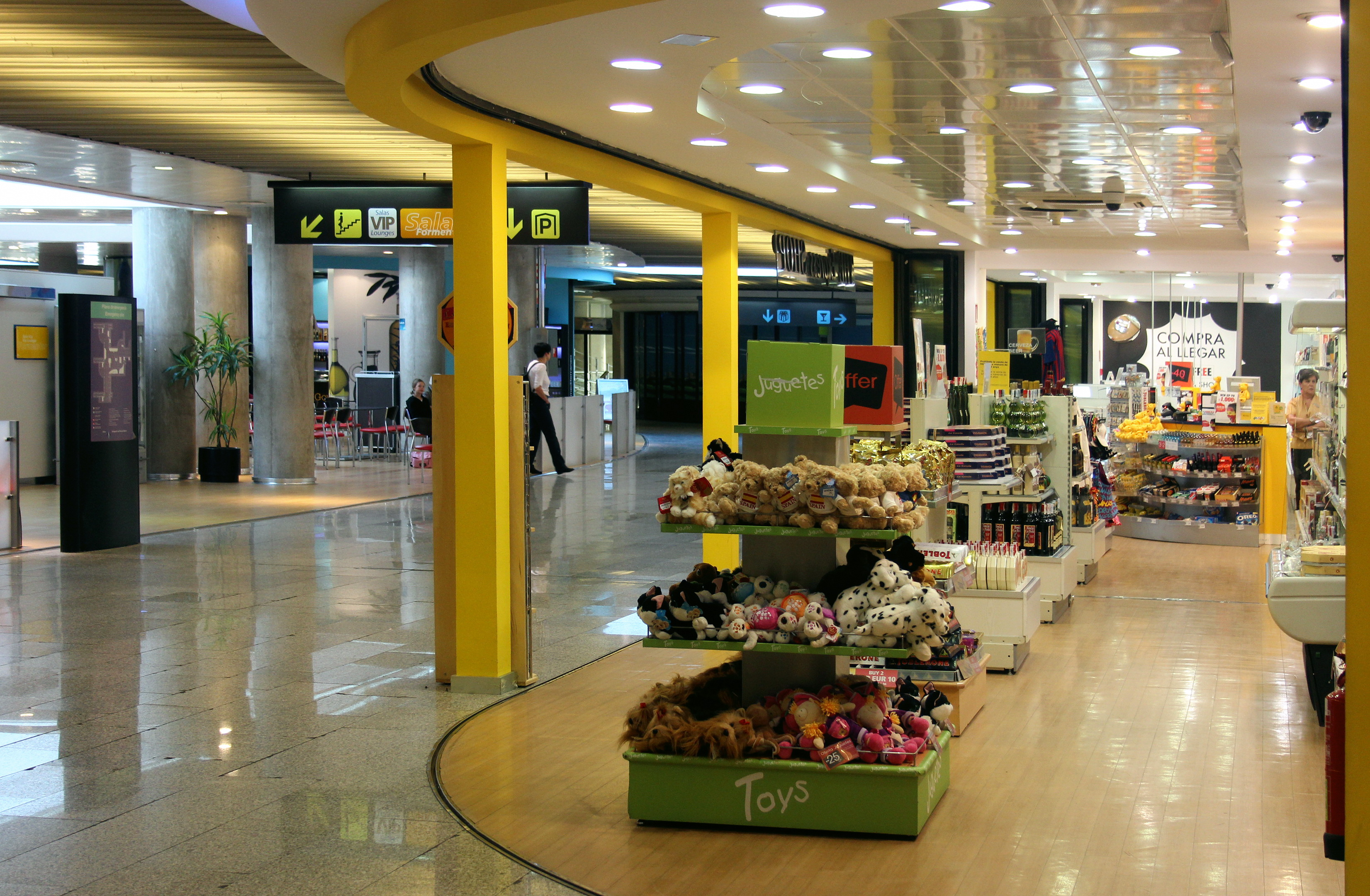
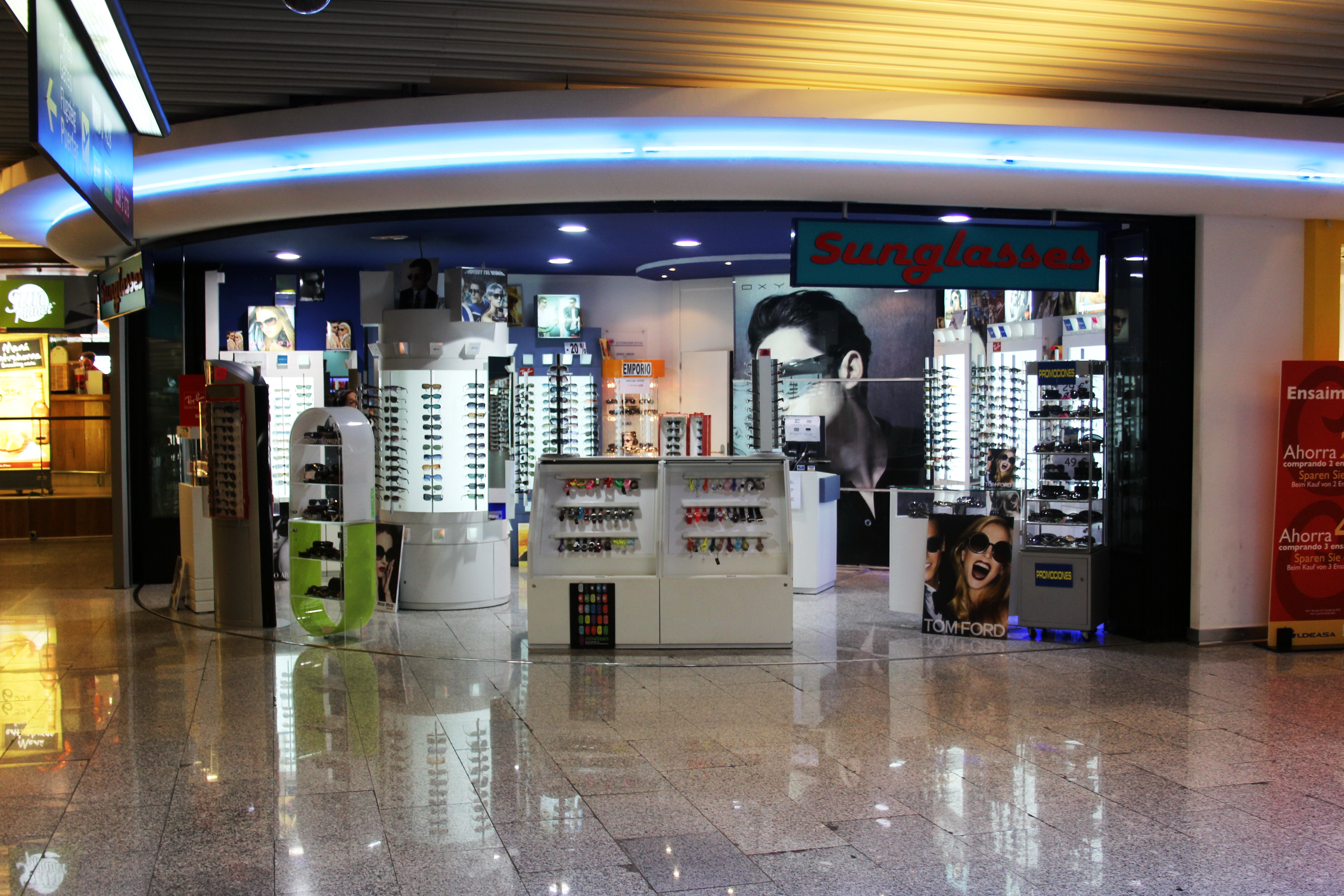
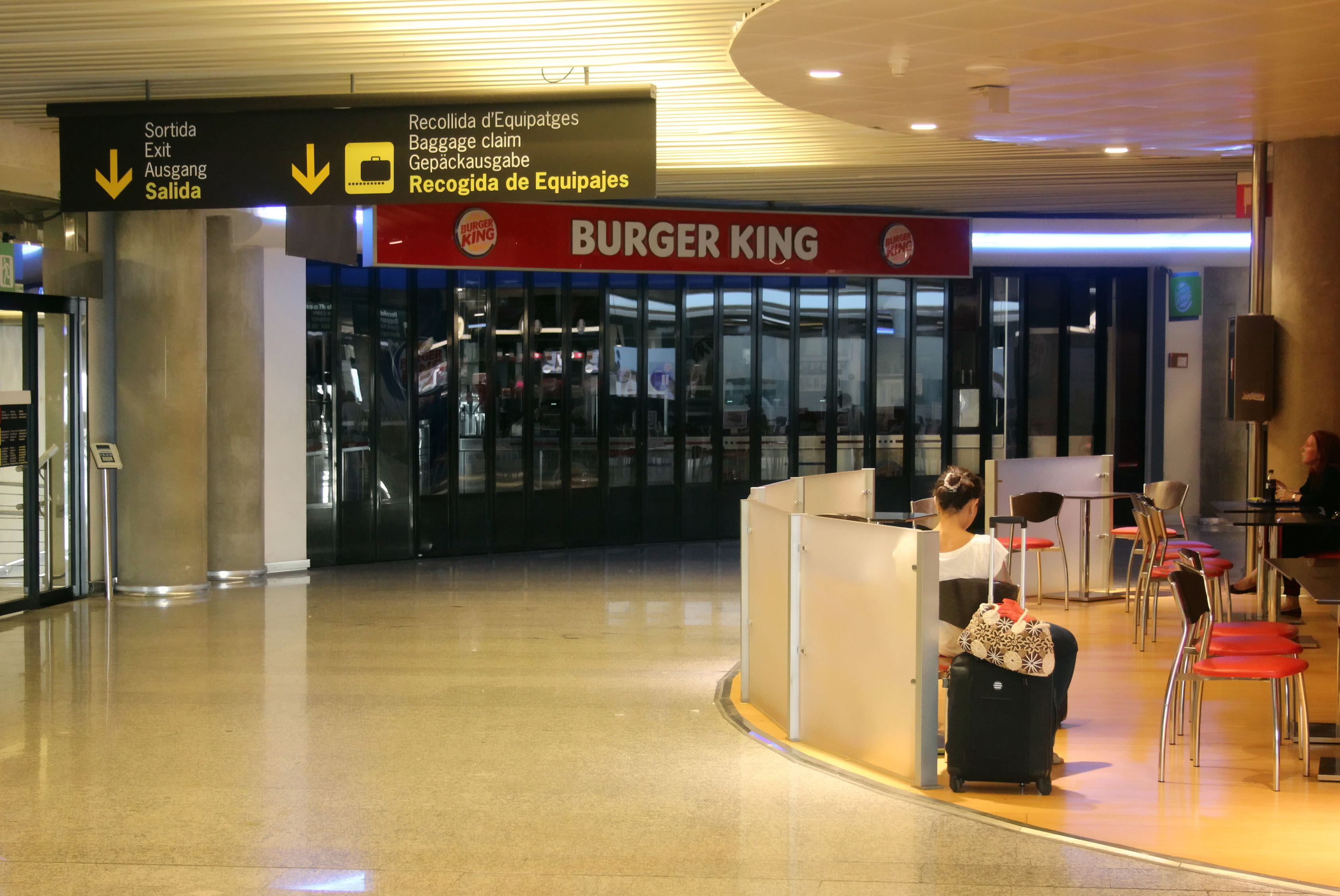

| Aerolínia                                | Destinació |
| ---------------------------------------- | --- |
| Aer Lingus                               | Dublín [de temporada], Londres-Gatwick [comença el 30 Març] |
| Air Europa                               | Albacete, Alacant, Badajoz, Barcelona, Bilbao, Dublín, Granada, Lleó, Madrid, Màlaga, Paris-Orly, Sevilla, València, Valladolid |
| Arkefly                                  | Amsterdam |
| Bmibaby                                  | Birmingham [de temporada], Cardiff [de temporada], East Midlands, Manchester |
| Brussels Airlines                        | Brussel·les |
| Bulgaria Air                             | Sofia |
| Cimber Sterling                          | Copenhague |
| Condor Airlines                          | Berlín-Schönefeld, Colònia/Bonn, Düsseldorf, Frankfurt, Friedrichshafen, Hamburg, Hannover, Leipzig/Halle, Múnic, Saarbrücken, Stuttgart |
| EasyJet                                  | Basilea/Mulhouse, Belfast-International [de temporada], Berlín-Schönefeld, Bristol, East Midlands, Edimburg, Glasgow-International, Liverpool, Londres-Gatwick, Londres-Luton, Londres-Stansted, Milà-Malpensa, Newcastle |
| Flybe                                    | Exeter, Southampton |
| Flyglobespan                             | Aberdeen [de temporada], Edimburg, Glasgow-International |
| Germanwings                              | Colònia/Bonn, Dortmund, Hamburg [comença el 2 Maig], Stuttgart |
| Iberia                                   | Madrid |
| Iberia operat per Air Nostrum            | Burgos, Eivissa, Lleó, Menorca, Santander, València, Valladolid |
| Jet2.com                                 | Belfast-International [de temporada], Blackpool [de temporada], Leeds/Bradford [de temporada], Manchester [de temporada], Newcastle [de temporada] |
| Jetairfly                                | Brussel·les, Lieja, Oostende |
| Lufthansa                                | Düsseldorf, Hamburg, Frankfurt, Múnic |
| Luxair                                   | Luxemburg |
| Norwegian Air Shuttle                    | Copenhague, Oslo-Gardermoen, Estocolm-Arlanda |
| Palmair                                  | Bournemouth |
| Primera Air                              | Dublín |
| Ryanair                                  | Alacant [de temporada], Birmingham [de temporada], Bristol [comença el 31 Març], Bournemouth [de temporada], Bremen, Dublín [de temporada], East Midlands [de temporada], Edimburg [de temporada], Girona, Glasgow-Prestwick, Hahn, Leeds/Bradford [comença el 26 Març], Liverpool, Londres-Stansted, Lübeck, Madrid, Pisa, Reus, Shannon [de temporada], Estocolm-Skavsta [de temporada], Weeze |
| Sky Work Airlines                        | Berna [de temporada] |
| Smart Wings                              | Praga |
| Swiss International Air Lines            | Ginebra, Zuric |
| Swiss operat per Swiss European Airlines | Ginebra |
| Thomas Cook Airlines                     | Aberdeen, Belfast-International, Birmingham, Bristol, Cardiff, Doncaster/Sheffield, Durham Tees Valley, East Midlands, Edimburg, Exeter, Glasgow-International, Leeds/Bradford, Londres-Gatwick, Londres-Luton, Londres-Stansted, Manchester, Newcastle, Norwich |
| Thomson Airways                          | Belfast-International [de temporada], Birmingham, Bournemouth, Bristol, Cardiff, Derry [de temporada], Doncaster/Sheffield, Dublín, Durham-Tees Valley [de temporada], East Midlands, Edimburg [de temporada], Exeter [de temporada], Glasgow-International, Kingston upon Hull [de temporada], Leeds/Bradford [de temporada], Liverpool [de temporada], Londres-Gatwick, Londres-Luton, Londres-Stansted [de temporada], Manchester, Newcastle, Norwich [de temporada], Southampton [de temporada] |
| Transavia.com                            | Amsterdam, Copenhague |
| Travel Service (Hongria)                 | Debrecen |
| TUIfly                                   | Basilea/Mulhouse [de temporada], Colònia/Bonn, Düsseldorf, Frankfurt, Hamburg [de temporada], Hannover, Múnic, Nuremberg [de temporada], Stuttgart, Zweibrücken [de temporada] |
| Vueling                                  | Barcelona, Bilbao, Lleida |
| Wizz Air                                 | Budapest, Cluj-Napoca |